# 会田幸久
会田 幸久（あいだ ゆきひさ）は、戦国時代の武士。小笠原長時、太田資正、北条氏康の家臣。

## 略歴
当初は小笠原長時に仕えていたが、長時が武田晴信に敗れて越後国に落延びると太田資正の家臣に転じた。のち北条氏康の家臣となる。江戸衆として下平川、葛西小岩、飯塚、奥戸において276貫を領した。